# By Giulio Questi
By Giulio Questi è una raccolta di sette cortometraggi prodotti e diretti da Giulio Questi.

## Trama
Doctor Schizo e Mister Phrenic
Un monologo che approfondisce la doppia personalità di una persona. Si ispira alla novella Lo strano caso del dottor Jekyll e del signor Hyde.
Lettura da Salamanca
Il regista, durante una notte, riceve una lettera da un personaggio misterioso e incappucciato.
Tatatatango
È stato commesso un omicidio ma alcuni dei cadaveri riemergono.
Mysterium Noctis
Il mondo è colpito da un blackout. Il regista racconta come è cambiata la vita.
Vacanze con Alice
Rilettura del romanzo Alice nel paese delle meraviglie.
Visitors
Alcuni fantasmi tormentano il regista e lo riportano al passato.
Repressione in città
La società del gas suona alla porta del protagonista per una semplice lettura. In realtà, è tutto un pretesto per interrogare il regista.

## Produzione
Sono stati realizzati a zero budget e con l'ausilio solo di una videocamera digitale. Si tratta dell'ultimo lavoro di Giulio Questi.
Il regista, dopo una breve parentesi nel mondo del cinema, si trova costretto ad accettare lavori televisivi, per poi rimanere disoccupato negli ultimi anni. L'idea, pertanto, nasce come progetto sperimentale, home-made e senza una distribuzione cinematografica.

## Distribuzione
Nel 2008, grazie ad un accordo con la Ripley's Home Video, la raccolta viene edita in DVD.